# Anello Liberté
Liberté è uno dei cinque archi (insieme a Fraternité, Egalité 1, Egalité 2 e Courage) dell'anello Adams di Nettuno. Questi cinque archi sono in effetti le parti più brillanti del resto dell'anello.